# Id al-mubahala

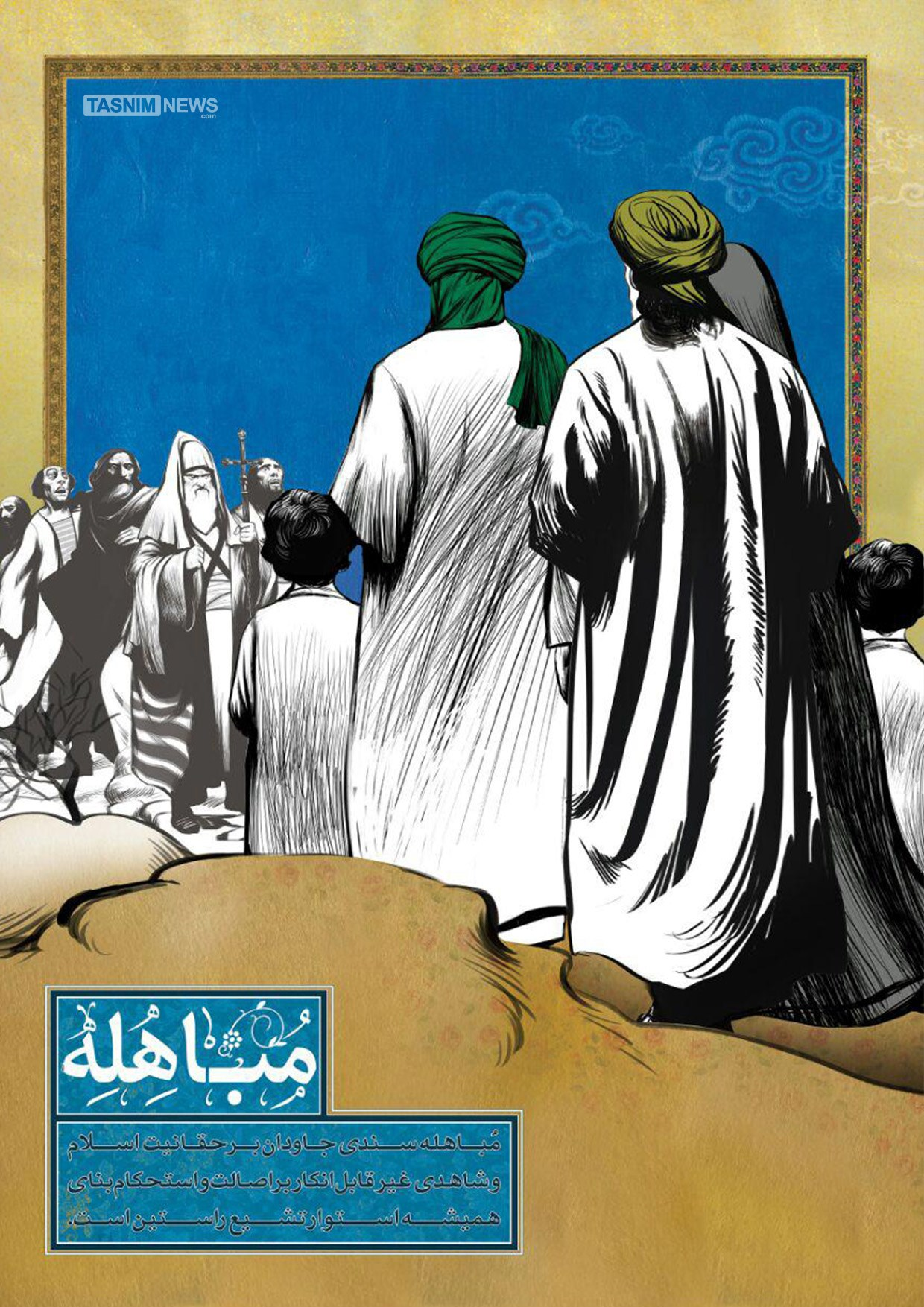
En illustration av mubahalahändelsen.

Id al-mubahala (arabiska: عيد المباهلة) är en högtid då shiamuslimer firar händelsen kring då mubahalaversen uppenbarades för den islamiske profeten Muhammed. Den iranske ayatolla Sha'bani har sagt att mubahala-dagen är en stor högtid (id) som försummats. Han sa att mubahala-dagen är en dag av wilaya. Ayatolla Safi Golpaygani har sagt att man måste hedra dagen som man hedrar id al-ghadir, och att händelsen är ett bevis för att Ahl al-Bayt är med sanningen (eftersom profeten valde att endast ta med sig Ali, Fatima, Hasan och Husayn då han mötte den kristna delegationen och sedan segrade).